# Arzignano
Arzignano é uma comuna italiana da região do Vêneto, província de Vicenza, com cerca de 22.936 habitantes. Estende-se por uma área de 34 km², tendo uma densidade populacional de 675 hab/km². Faz fronteira com Chiampo, Montecchio Maggiore, Montorso Vicentino, Nogarole Vicentino, Roncà (VR), Trissino.

## Demografia
| Variação demográfica do município entre 1861 e 2011                               |
|                                                                                   |
| Fonte: Istituto Nazionale di Statistica (ISTAT) - Elaboração gráfica da Wikipedia |

## Edículas votivas
Como nessa cidade o território é muito desunido e longe da igreja matriz, existem muitas edículas votivas (chamadas capitelli, construidas jà depois do ano 1000 .

## Nascidos famosos
- Bepi de Marzi, 1935, musico, autor, entre as outras, da canção Signore delle cime.

## Fotografias

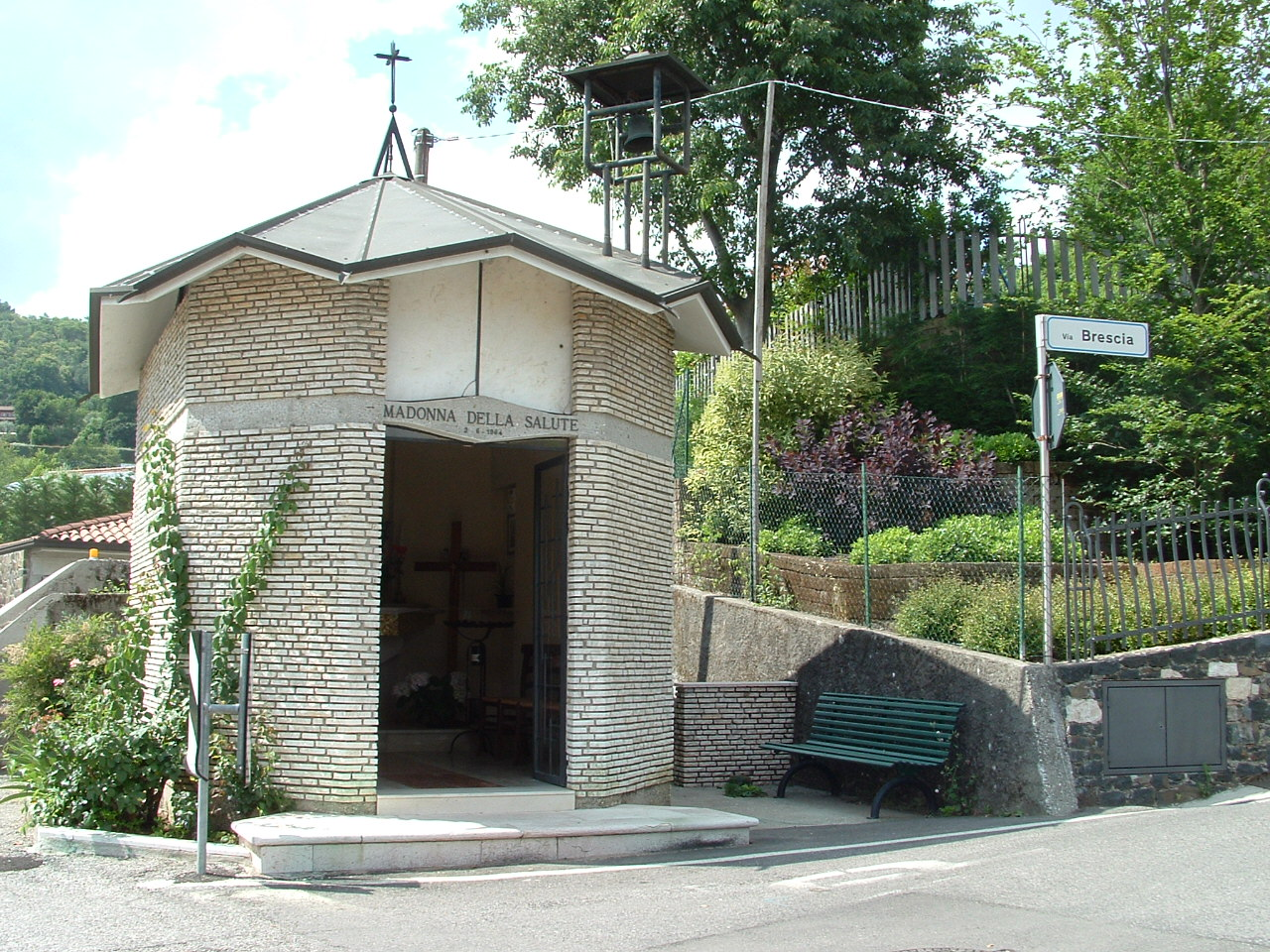
Edículas de Nossa Senhora da Salvação
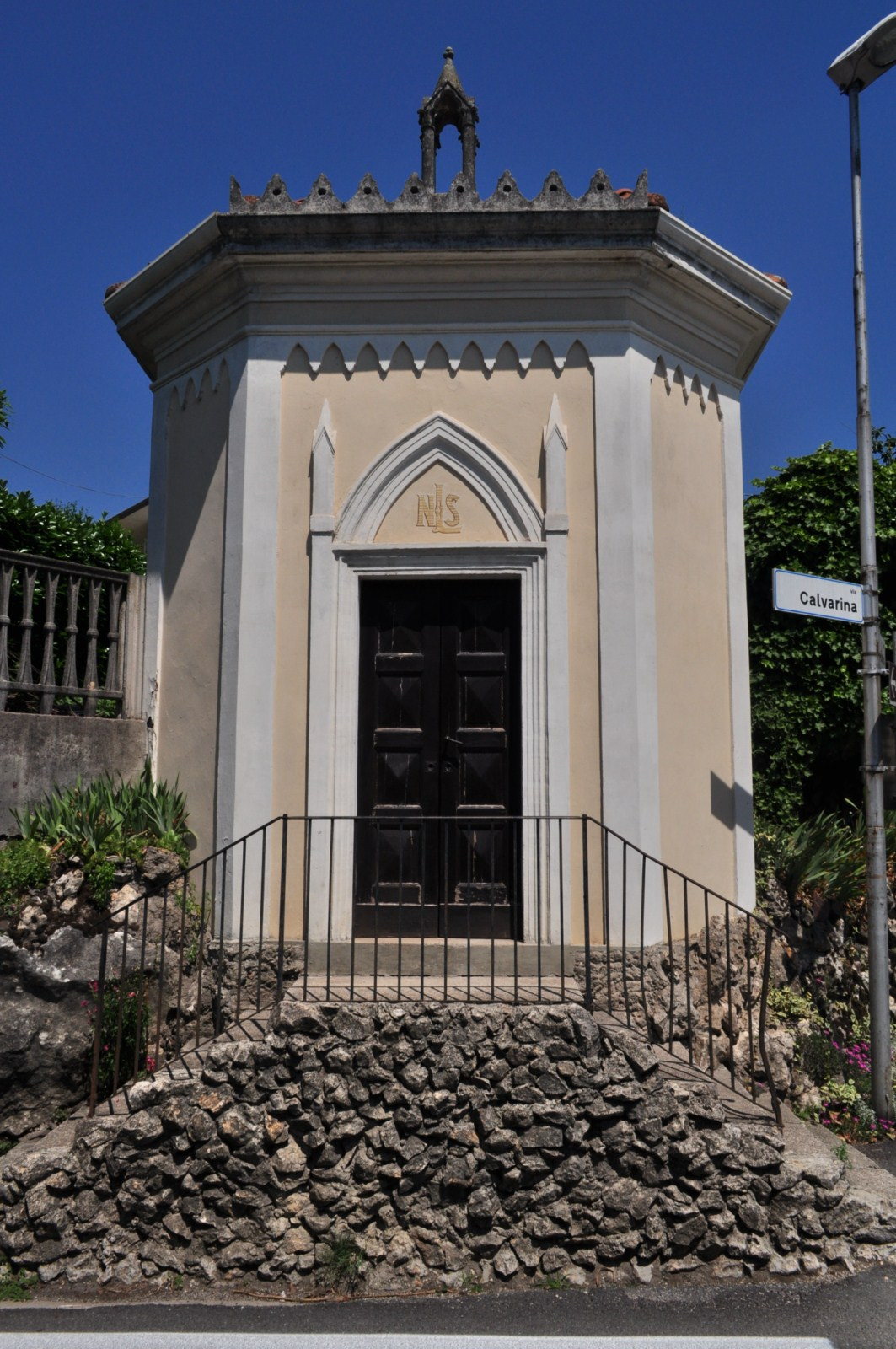
Edícula de N.S. de Lurdes

## Conexões externas
- Site da Prefeitura
- Site daBiblioteca, Informagiovani e Cultura
- Sit do bairro Castello